# Vättjan, Nagu
Vättjan är en ö nära Själö i Nagu,  Finland. Den ligger i Skärgårdshavet i Pargas stad i den ekonomiska regionen  Åboland i landskapet Egentliga Finland, i den sydvästra delen av landet. Ön ligger omkring 1 kilometer söder om Själö, 5 kilometer nordost om Nagu kyrka, 30 kilometer sydväst om Åbo och omkring 170 kilometer väster om Helsingfors. Närmaste allmänna förbindelse är förbindelsebryggan vid Själö som trafikeras av M/S Falkö och M/S Östern.
Öns area är 13,7 hektar och dess största längd är 1 kilometer i öst-västlig riktning. Ön höjer sig omkring 15 meter över havsytan. I omgivningarna runt Vättjan växer i huvudsak barrskog.